# فینشتدت
فینشتدت (به آلمانی: Fienstedt) یک منطقهٔ مسکونی در آلمان است که در Salzatal واقع شده‌است. فینشتدت  ۲۳۶ نفر جمعیت دارد.